# Норман (лунный кратер)
Кратер Норман (лат.  Norman ) — небольшой ударный кратер, расположенный в юго-восточной части Океана Бурь на видимой стороне Луны. Название присвоено в честь английского гидрографа Роберта Нормана (XVI век) и утверждено Международным астрономическим союзом в 1976 г.

## Описание кратера
Ближайшими соседями кратера являются кратер Эвклид на севере-северо-востоке; кратер Дарне на востоке-юго-востоке; кратер Агатархид на юге и кратер Эригон на западе-юго-западе. На западе от кратера Норман расположены гряды Юинга; на северо-востоке Рифейские горы; на востоке Море Познанное; на юго-западе Море Влажности. Селенографические координаты кратера 11°47′ ю. ш. 30°21′ з. д. / 11,78° ю. ш. 30,35° з. д., диаметр 9,9 км, глубина 2150 м.
Кратер Норман имеет циркулярную чашеобразную форму и практически не затронут разрушением. Вал несколько сглажен, в южной части перекрыт маленьким кратером; внутренний склон вала широкий, гладкий, с высоким альбедо. Высота вала над окружающей местностью составляет 370 м, объем кратера приблизительно 40 км³. По морфологическим признакам кратер относится к типу ALC (по названию типичного представителя этого класса — кратера Аль-Баттани C) и включен в список кратеров с яркой системой лучей Ассоциации лунной и планетарной астрономии (ALPO).
До получения собственного наименования в 1976 г. кратер имел обозначение Эвклид B (в системе обозначений так называемых сателлитных кратеров, расположенных в окрестностях кратера, имеющего собственное наименование).

## Сателлитные кратеры
Отсутствуют.